# حكومة سليم الحص الرابعة
الحكومة اللبنانية الرابعة والستون بعد الاستقلال والأولى بعهد الرئيس إميل لحود، وهي رابع حكومة يترأسها سليم الحص.

## وصلات خارجية
- موقع رئاسة مجلس الوزراء الرسمي